# Jāna Jēruma-Grīnberga
Jāna Jēruma-Grīnberga (* 12. September 1953 in London) ist eine britische evangelisch-lutherische Geistliche lettischer Abstammung und emeritierte Bischöfin der Lutheran Church in Great Britain. Sie war die erste Frau, die in Großbritannien zur Bischöfin geweiht wurde. Seit Herbst 2014 verwaltet sie das Pfarramt der anglikanischen Erlöserkirche (St. Saviour’s Church) in Riga.

## Leben
Jēruma-Grīnberga ist eine Tochter des lettischen Komponisten Alberts Jērums (1919–1978), der nach dem Zweiten Weltkrieg als Displaced Person erst in Deutschland und ab 1949 in London lebte, und seiner Frau Lauma (1912–1988), geb. Grigors, deren Vater August Grigors (1879–1926) erster Pastor der Christuskirche in Riga gewesen war. Sie studierte Biochemie am University College London und machte eine Ausbildung zur Krankenschwester. Bald jedoch empfand sie eine Berufung zum pastoralen Dienst und studierte als Teil des North Thames Ministerial Training Course am Oak Hill Theological College. Am 28. September 1997 wurde sie in St Anne and St Agnes in London zur Pastorin der Lettischen Evangelisch-Lutherischen Kirche außerhalb Lettlands ordiniert und betreute Gemeinden der Kirche in Großbritannien.
Ende 2008 zur Bischöfin der Lutheran Church in Great Britain gewählt, trat sie ihr Amt im Januar 2009 an. Damit war sie die erste Frau, die in Großbritannien Bischöfin wurde. Dies erzeugte im Zusammenhang mit den zu diesem Zeitpunkt noch nicht erfolgreichen Bemühungen um die Weihe von Frauen zu Bischöfinnen in der Kirche von England große Aufmerksamkeit.
Jēruma-Grīnberga war Vorstandsmitglied (trustee) des Lutheran Council of Great Britain und von 2010 bis 2014 Co-Präsidentin von Churches Together in England, gemeinsam mit dem Erzbischof von Canterbury Justin Welby, Kardinal Vincent Nichols, dem orthodoxen Erzbischof Gregorios Theocharous von Thyateira, Pastor Michael Heaney, dem Moderator der Freikirchen, und Bischof Eric Brown als Vertreter der Pfingstkirchen. Von 2009 bis 2013 war sie Co-Moderatorin der Anglican Lutheran Society zusammen mit dem anglikanischen Bischof Rupert Hoare.

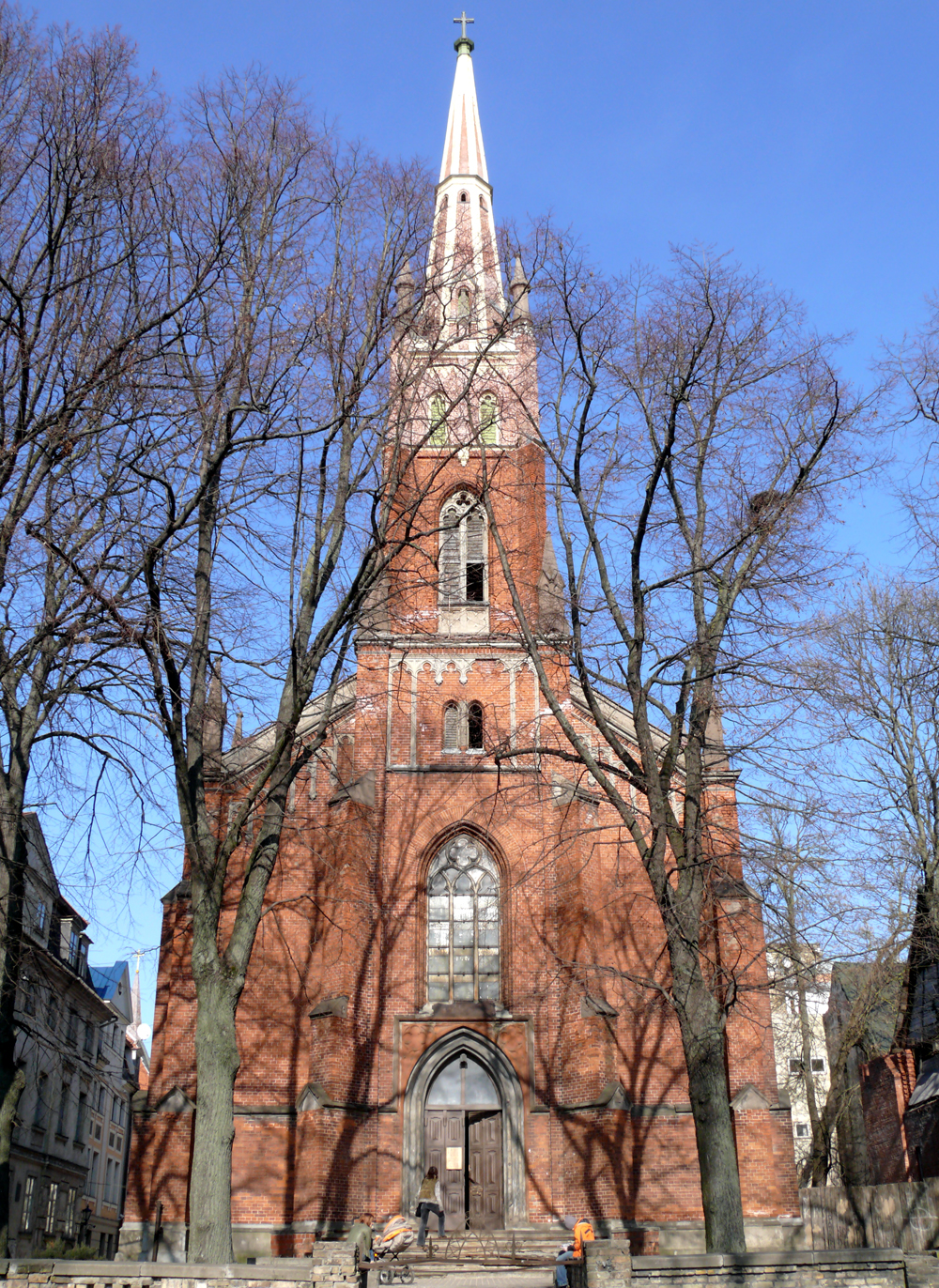
Erlöserkirche in Riga

Nach dem Ablauf ihrer Amtszeit als Bischöfin in Großbritannien ging sie nach Lettland und wurde hier im Oktober 2014 als priest-in-charge der St. Saviour’s Church in Riga in ihr Amt eingeführt.
Im September 2018 hielt sie die Predigt zur Bischofswahlsynode der Nordkirche im Lübecker Dom.